# Ziziphus mauritiana
Ziziphus mauritiana también conocida como ponsigué (Venezuela), badari (sánscrito), Kul (bengalí), Ber (hindi), Dongs, Boroi, Bor, Beri, Bidara, ciruela india, Jojoba india o Jujube mauritiano es una especie de árbol frutal tropical, perteneciente a la familia Rhamnaceae.

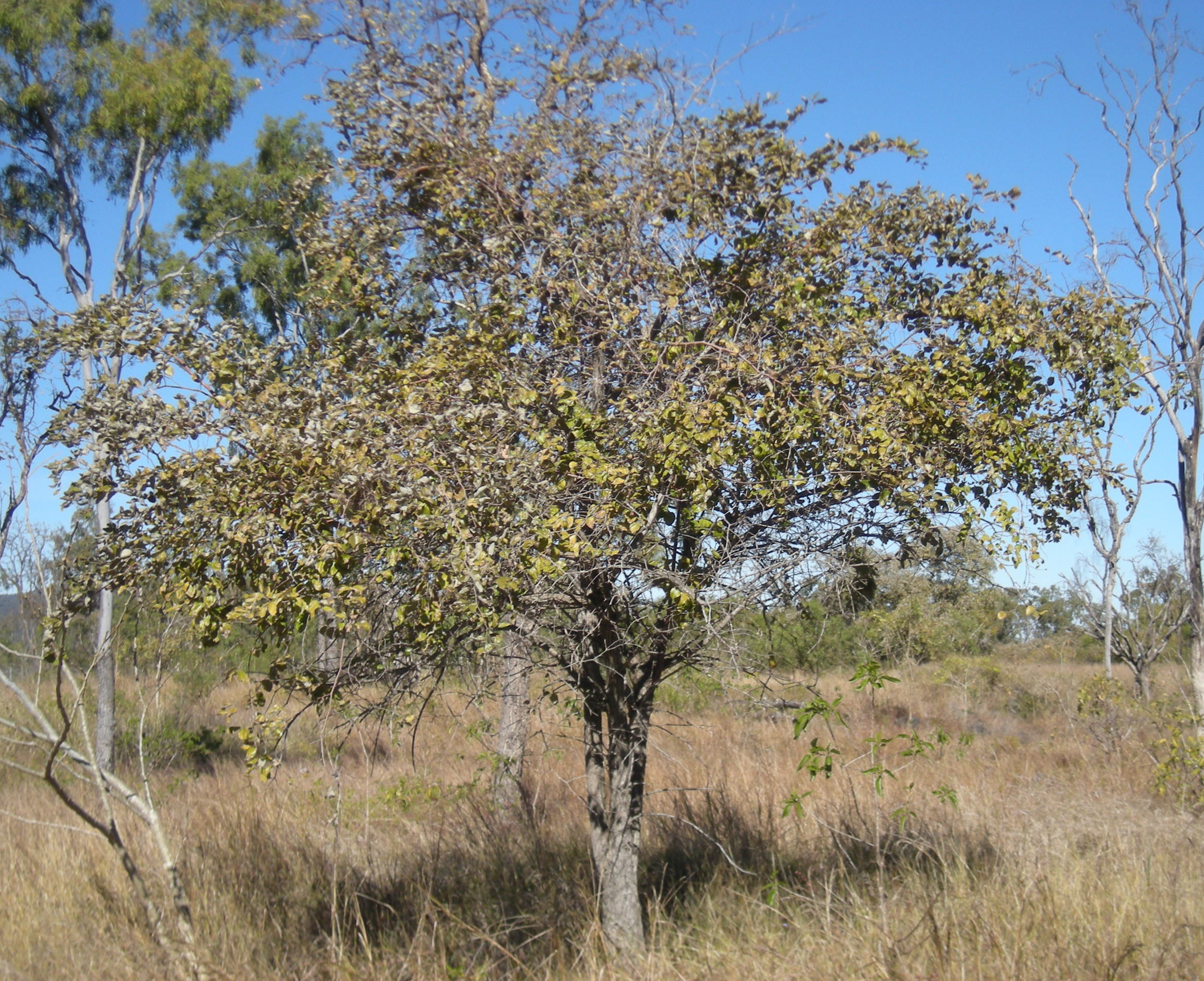
Z. mauritiana

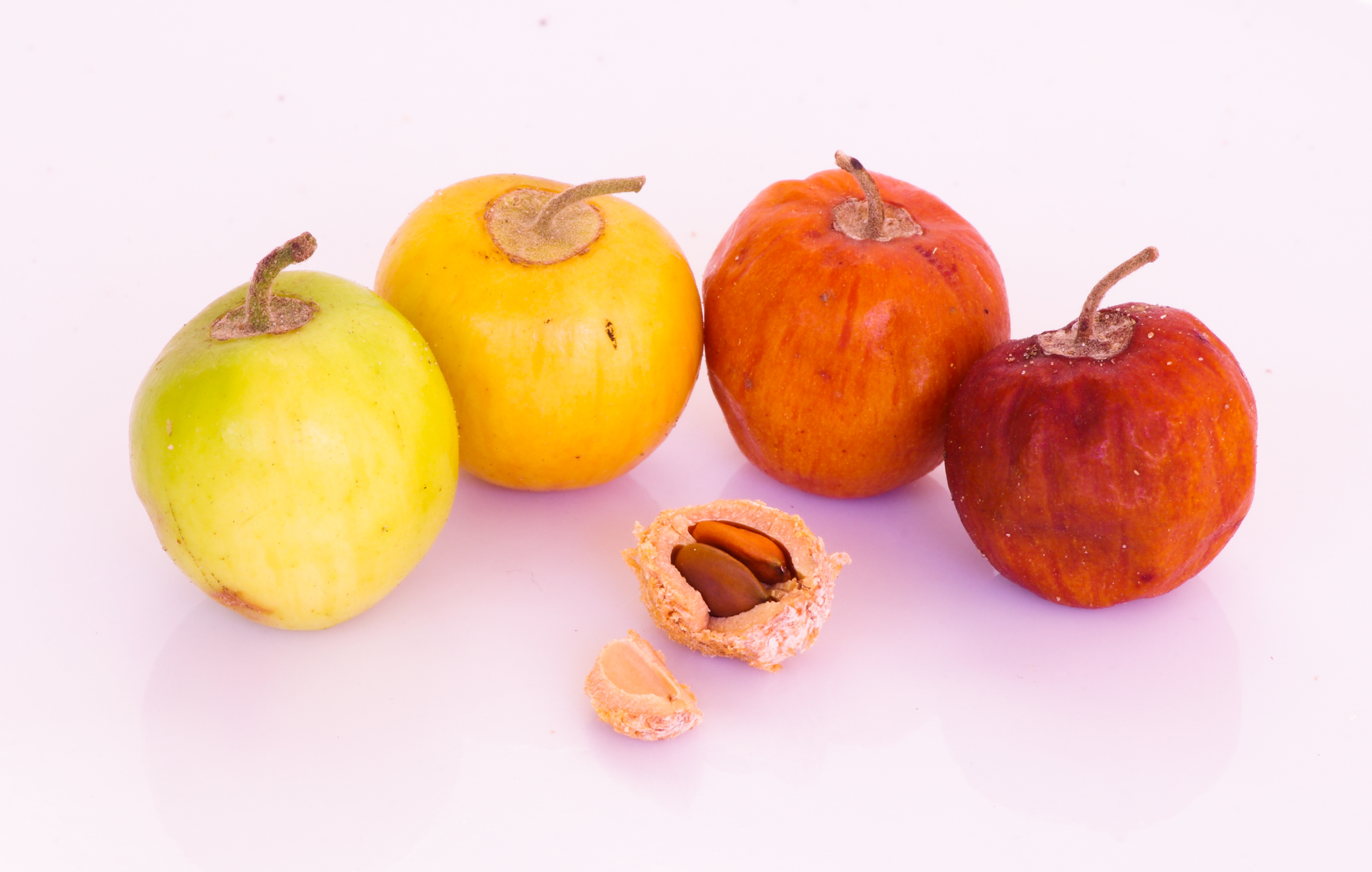
La fruta y semillas

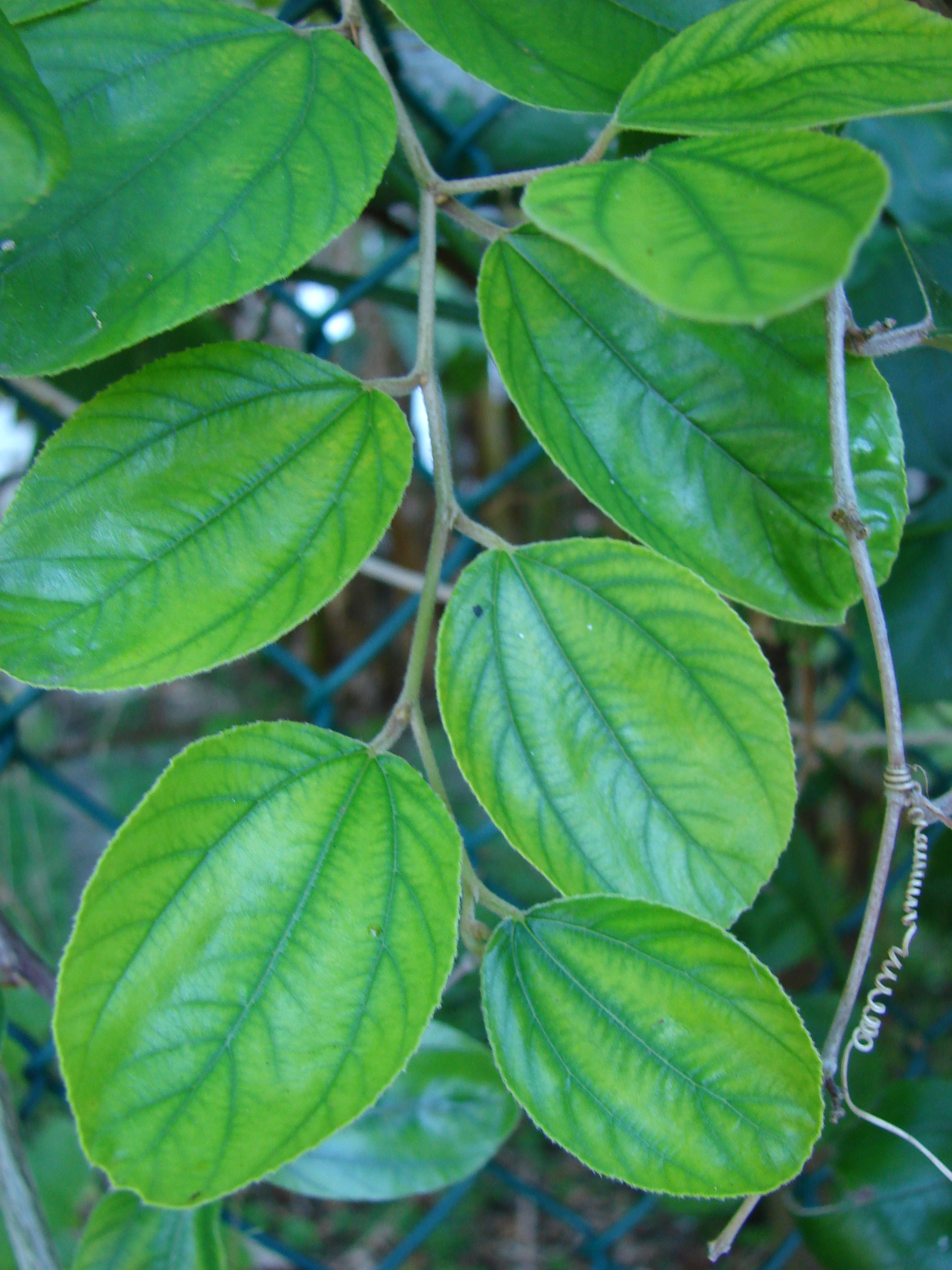
Hojas

## Descripción
Es un arbusto espinoso de hoja perenne o un arbolito de hasta 15 m de alto. El fruto es una drupa de tamaño y forma variables, oval, ovada, oblonga o redonda y de 1, 5 a 6,2 cm de largo según la variedad. La pulpa es blanca, cuando está un poco por debajo de la madurez y el fruto es jugoso y aromático. Se ha naturalizado de África a Afganistán y China, y también de Malasia a Australia y en algunas regiones del Océano Pacífico. En algunos lugares es una planta invasora como las islas Fiyi y el norte de Australia.

## Usos
Es un fruto semejante a la ciruela, cuya coloración va del verde al amarillo, anaranjado y rojizo cuando está maduro. Su interior es blanco como el algodón y tiende al amarillo. Es una fruta bastante aromática aunque de sabor suave, suele ser usado para comer directamente o macerada. En Venezuela (particularmente en Oriente) es muy popular el licor de ponsigué usando ron añejo o, más recientemente, el cocuy. En la República Dominicana se conoce como ponceré.
El fruto se come crudo, en escabeche o es utilizada en la elaboración de bebidas. al igual que el fruto de la especie más conocida (Ziziphus jujuba), este es muy nutritivo y rico en vitamina C, en este aspecto, sólo superado por la guayaba y es mucho más rico que cítricos o manzanas. En la India, los frutos maduros en su mayoría se consumen crudos, pero a veces se guisan. Los frutos poco maduros se escarchan por un proceso de inmersión en una solución de sal. Los frutos maduros se conservan mediante secado al sol y se prepara un polvo para consumirlo fuera de temporada. Contiene del 20 a 30% de azúcar, hasta el 2,5% de proteínas y el 12,8% de carbohidratos. También se comen en otras formas, como secos, confitados, en escabeche, como jugo o como mantequilla ber. En Etiopía, los frutos se utilizan para atontar a los peces. 
Las hojas se comen fácilmente por camellos, vacas y cabras, considerándose nutritivas.
En India y Queensland (Australia), las flores se han valorado como una fuente menor de néctar para las abejas. La miel es ligera y de buen sabor.
La madera es dura, fuerte, de grano fino, de textura fina, resistente, duradera y de color rojizo. Se ha utilizado para alinear pozos, para construir patas para somieres, costillas de barco, implementos agrícolas, mangos de herramientas y otros artículos torneados. Las ramas se utilizan como marco para la construcción de viviendas y la madera hace buen carbón con un contenido de calor de casi 4.900 kcal por kg. Además, esta especie se utiliza como leña en muchas áreas. En África tropical, las ramas flexibles se utilizan para retención de bandas alrededor de los techos cónicos de paja de las chozas y están entrelazados entre sí para formar las paredes de corrales espinosos para retener el ganado.

## Propiedades
Los frutos se aplican sobre los cortes y úlceras; se emplean en enfermedades pulmonares y fiebres; y, mezclado con sal y chiles, se dan en la indigestión y la bilis. La fruta madura seca es un laxante suave. Las semillas son sedantes y se toman, a veces con suero de leche, para detener las náuseas, vómitos y dolores abdominales durante el embarazo. Comprueban la diarrea, y se cauterizan las heridas. Mezclado con aceite, se frotan en zonas reumáticas. Las hojas se aplican como cataplasmas y son útiles en trastornos del hígado, asma y fiebre y, junto con catechu, se administran cuando se necesita un astringente, como en heridas. La amarga decocción de la corteza es astringente y se toma para detener la diarrea y la disentería y aliviar la gingivitis. La pasta de la corteza se aplica sobre las llagas. La raíz es purgante. Una decocción de la raíz se da como febrífugo, tónica y emenagogo, y la raíz en polvo se espolvorea sobre las heridas. El jugo de la corteza de la raíz se dice para aliviar la gota y el reumatismo. Las dosis grandes de la corteza o raíz pueden ser tóxicos. Una infusión de las flores sirve como una loción para los ojos.

El metil éster de ácido graso del aceite de semilla de Z. mauritiana cumple con todos los grandes requisitos de biodiésel en los EE. UU. (ASTM D 6751-02, ASTM PS 121-99), Alemania (DIN V 51606) y de la Unión Europea (EN 14214). El rendimiento promedio del petróleo es 4,95 kg de aceite/árbol o 1371 kg de aceite / ha, y las regiones áridas o semiáridas puede ser utilizadas debido a su resistencia a la sequía.

## Taxonomía
Ziziphus mauritiana fue descrita por Jean-Baptiste Lamarck y publicado en Encyclopédie Méthodique, Botanique 3(1): 319. 1789.
Etimología
Ziziphus: nombre genérico que deriva, según una fuente, del nombre persa zizfum o zizafun , aunque la razón de su aplicación es desconocida, y otra fuente dice que viene de zizouf, el nombre árabe de Ziziphus lotus, un árbol caducifolio arbustivo del Mediterráneo. Plinio el Viejo aparentemente utiliza el nombre en latín de Zizyphus para el azufaifo.
mauritiana: epíteto geográfico que alude a su localización en Mauritius.